# SIKON ISAF 15
SIKON ISAF 15 je petnajsti kontingent Slovenske vojske, ki je deloval v sklopu ISAFa v Afganistanu. Kontingent je bil nastanjen v bazi Arena v Heratu.
Kontingent je v Afganistanu deloval med aprilom in oktobrom 2011.

## Zgodovina
Kontingent je sestavljalo 88 pripadnikov Slovenske vojske, 2 civilna strokovnjaka in 12 pripadnikov Nacionalne garde Kolorada. Predhodnica kontingenta je v Afganistan odpotovala prvi teden aprila, medtem ko je glavnina kontingenta prispela sredi aprila. Po 14. kontingentu, ki je bil prvi slovenski kontingent, je tudi SIKON ISAF 15 prevzel samostojno OMLT za urjenje afganistanskih oboroženih sil.
Glavnina kontingenta je bila nastanjena v bazi Bala Boluku, medtem ko so ostali nameščeni v bazah Arena in Stone (Herat) in v poveljstvu Isafa v Kabulu.
30. maja 2011 je bila v samomorilskem napadu na bazo Jani (Herat), v katerem sta umrla 2 človeka in bilo ranjenih najmanj 26 ljudi, lažje ranjena slovenska civilna strokovnjakinja Melita Šinkovec; zadeli so jo kosci letečega stekla. Prepeljana je bila v bazo Areno, kjer so s šivi oskrbeli njene površinske rane.
15. oktobra 2011 je v bazi Camp Stone (Herat) potekala primopredaja med polkovnikom Božičem in polkovnikom Robertom Glavašom, poveljnikom SIKON ISAF 16.
Ob vrnitvi v Slovenijo je bil poveljnik kontingenta, Dobran Božič, 7. novembra 2011 s strani obrambne ministrice Ljubice Jelušić povišan v brigadirja.

## Organizacija
Kontingent je obsegal 102 pripadnika: 88 slovenskih vojakov, dva slovenska civilista in 12 ameriških vojakov.